# Jaime Báez
Jaime Báez Stábile, född 25 april 1995 i Montevideo, är en uruguayansk fotbollsspelare som spelar för Peñarol. 

## Spelstil
Báez är beskrivs som en snabb, teknisk anfallare och har liknats vid landsmannen Luis Suárez.

## Karriär
Báez startade sin karriär med Juventud. Han debuterade som 17-åring säsongen 2012/13 och gjorde totalt tre mål på 26 matcher. De följande säsongerna var Báez fortsatt ordinarie och gjorde åtta respektive fem mål, innan han på våren 2015 lånades ut till Defensor Sporting, där han på sex matcher gjorde ett mål.
Baéz skrev på för Fiorentina den 31 augusti 2015. Den 21 januari 2016 lånades Báez ut till Livorno i Serie B för resten av säsongen.

### Landslag
Báez var medlem i det U20-landslag som tog brons vid Sydamerikanska U20-mästerskapet i fotboll 2015.